# راجارات گوپالپور
شهر راجارات گوپالپور (به انگلیسی: Rajarhat Gopalpur) با جمعیت ۴۰۰٫۴۰۴ نفر در ایالت بنگال غربی در کشور هند واقع شده‌است.